# Sensorbionik
Die Sensorbionik umfasst einen Teil der Bionik, der die physikalische und chemische Reizaufnahme untersucht und sich mit der Ortung und Orientierung in der Umwelt beschäftigt.
Die Systeme zur Reizaufnahme natürlicher Vorbilder, beispielsweise Käfer, Fledermäuse und Fische, werden von Forschern in Hinblick auf ihre Übertragbarkeit in die Technik untersucht. Ein für die Menschen immer wichtiger werdendes Problem stellt die Messung und Kontrollierung von chemischen Substanzen, zum Beispiel im menschlichen Körper (Diabetes) oder von großtechnischen Konvertern (Biotechnologie), dar.

## Beispiele der Sensorbionik
Vorbilder für technische Sensoren stellen zum Beispiel elektrische Fische dar, zu denen beispielsweise der Elefantenrüsselfisch und der Nilhecht gehören. Sie orientieren sich mithilfe aktiver Elektroortung, wobei die Fische mit ihren Elektrorezeptorenorgane ein elektrisches Feld errichten, das Objekte in der Umgebung lokalisiert, da diese das elektrische Feld verzerren. Nach diesem Prinzip funktionieren Elektroortungssensoren, die in einem leitenden Medium ein elektrisches Feld produzieren und vermessen können. Sie werden an Schiffen oder Angelkaien zur Messung von Entfernungen angewendet sowie zur Überwachung von Maschinen in der Produktion oder der Prüfung von fertigen Produkten in ihrer Qualität. Ein Vorteil liegt in ihrer resistenten Beschaffenheit gegenüber Verschmutzungen.
Ein weiteres Beispiel ist ein Strömungssensor, der nach dem Prinzip des sensorischen Seitenlinienorgans der Fische zum Beispiel den Atemstrom von Intensivpatienten überwachen kann. Nach demselben Prinzip können undichte Stellen in Trinkwasserrohren oder Gasleitungen aufgespürt werden. Somit ermöglicht ein Strömungssensor Kostenersparnisse, Messgenauigkeit und trägt zum Schutz des Trinkwassers bei.
Elektronische Einparkhilfen können wie Fledermäuse mit Ultraschallsensoren Ultraschallwellen aussenden und das zurückgeworfene Echo empfangen und somit den Abstand zwischen Hindernis und Fahrzeug berechnen, was ein sicheres Einparken ermöglicht. Dabei muss man aber beachten, dass diese Technik zur Ultraschall-Entfernungsmessung, unabhängig von den Erkenntnissen an der Fledermaus entdeckt wurde. "[Auch] das Echolot wurde jedoch unabhängig von Fledermäusen [...] entwickelt, es handelt sich nicht um Bionik."
Delfine und Wale besitzen ein Sonarsystem zur Verständigung mit Ultraschalllauten, wobei sie ständig die Frequenzen wechseln und mit dem Organ bis zu 1.200 Klicks in einer Sekunde abgeben können. Wenn nun ein Objekt in der Reichweite der von den Delfinen ausgeworfenen Schallwellen kommt, werden die Wellen von dem Gegenstand oder dem Tier reflektiert und gelangen als Echo zu den Meeressäugern zurück. Ein Delfin erhält nun genaue Informationen des Objekts und kann diese im Gehirn verarbeiten. Dabei stören die Mehrfachreflexionen des Schalls nicht die Übertragung der Informationen.
Das Sonarsystem nutzen die Meeressäuger auch zur Orientierung. Sie können damit die stoffliche Zusammensetzung, Größe und Form von Objekten feststellen, da jedes Objekt ein individuelles Reflexspektrum erzeugt. Nach diesem Prinzip entwickelten Bioniker ein "Unterwasser-Modum", welches in einem großen Umfeld differenzierte Nachrichten mit dem Ultraschall weiterleiten kann.
Einsatzmöglichkeiten des Unterwasser-Modums liegen bei der Steuerung von Unterwasserrobotern, der
Datenübertragung von Sonden im Meer an eine Empfangsstation an der Oberfläche und der Errichtung eines Tsunami-Frühwarnungssystems.
Der schwarze Kiefernprachtkäfer ist in der Lage mit seinen Infrarot-Sinnesorganen Infrarotstrahlung wahrnehmen zu können und somit Waldbrände in 80 Kilometer Entfernung zu orten, da sich die Larven des Käfers von frisch verbrannten Holz ernähren.
Er dient als Vorbild für einen hochempfindlichen Infrarotsensor, der für die Überwachung eines Waldgebietes zuständig ist und im Falle eines Brandes frühzeitig warnt.